# چیس الیوت
چیس الیوت (انگلیسی: Chase Elliott؛ زادهٔ ۲۸ نوامبر ۱۹۹۵) راننده خودروی مسابقه‌ای اهل ایالات متحده آمریکا است. او در حال حاضر به‌طور تمام وقت در مسابقات رانندگی سری رقابت‌های جام ناسکار شرکت می‌کند.